# An Caiseal (Mayo)
An Caiseal (anglisiert: Cashel) ist ein kleiner Ort an der Ostküste der Insel Acaill im Westen des Countys Mayo in der Provinz Connacht. Die Nachbarorte sind: Gob an Choire im Süden, Bun an Churraigh im Norden und Salia im Westen.

## Verkehr
An Caiseal liegt an der R319, die die ganze Insel Acaill durchzieht.